# Lakodalom a villában
A Lakodalom a villában (olaszul Le nozze in villa) Gaetano Donizetti kétfelvonásos operája (opera buffa). A művet 1819 nyarán komponálta.  A szövegkönyvet Bartolomeo Merelli írta August von Kotzebue Die Deutschen Kleinstädten című színműve alapján. A művet az 1820-1821-es karneváli szezonban mutatták be a mantovai Teatro Vecchióban.  Merelli önéletrajzi írásaiból ismert, hogy a bemutató nagy bukás volt, a rosszakaró énekesek miatt, aki nem voltak megelégedve a nekik szánt áriákkal. A bukás ellenére 1822-ben Genovában is színre került. Magyarországon még nem játszották.

## Szereplők
| Szereplő  | Hangfekvés   | Az ősbemutató szereposztása Karmester: Armando Gatti |
| --------- | ------------ | ---------------------------------------------------- |
| Sabina    | mezzoszoprán | Fanny Eckerlin                                       |
| Claudio   | tenor        | ismeretlen                                           |
| Trifoglio | basszus      | ismeretlen                                           |
| Petronio  | basszus      | ismeretlen                                           |

## Cselekménye
A cselekmény a szépséges Sabina körül zajlik, akinek a kezeire a gazdag tulajdonos, Claudio és a villa tanára, Trifoglio is pályázik. A leány apja, Petronio az utóbbit támogatja. Számos félreértés után Trifoglio végül lemond a leányról. Ebben a döntésében nagy szerepe van a leány hozományának is. Trifoglio számára érdektelenné válik Sabina, amint megtudja, hogy a hozomány mindössze ötvennyolc paróka, egy féltucat szemüveg, de semmi pénz. Claudio viszont nem tágít feleségül kéri Sabinát hozomány nélkül is.